# 瓦迪特萊拉特區
瓦迪特萊拉特區（阿拉伯语：‎），是阿爾及利亞的行政區，位於該國西北部，由奧蘭省負責管轄，首府設於瓦迪特萊拉特，面積422平方公里，1998年人口37,062，人口密度每平方公里88人。